# Fernando Alonso
Fernando Alonso Díaz (n. 29 iulie 1981, Oviedo, Asturia, Spania) este un pilot de curse spaniol care concurează în prezent în Formula 1 pentru echipa Aston Martin Aramco. El a câștigat Campionatul Mondial de Formula 1 la piloți în 2005 și 2006 cu echipa Renault. Alonso a condus pe parcursul carieriei și pentru Minardi, McLaren, Ferrari și Alpine. Cu Toyota, Alonso a câștigat Cursa de 24 de ore de la Le Mans de două ori, în 2018 și 2019, și Campionatul Mondial de Anduranță FIA în 2018-19. În 2019, a câștigat 24 de ore de Daytona cu Wayne Taylor Racing.
Născut în Oviedo, Asturias, într-o familie muncitoare, a început kartingul la vârsta de trei ani și a obținut succes în campionatele locale, naționale și mondiale. Alonso a progresat la curse de mașini la vârsta de 17 ani, câștigând Euro Open de Nissan în 1999 și a fost al patrulea în Campionatul Internațional de Formula 3000 din 2000. A debutat în Formula 1 cu Minardi în 2001 înainte de a se alătura echipei Renault ca pilot de teste în 2002. Promovat la un loc de cursă în 2003, Alonso a câștigat două titluri mondiale la piloți în 2005 și 2006, devenind (pe atunci) cel mai tânăr pole-sitter, cel mai tânăr câștigător de cursă, cel mai tânăr campion mondial și cel mai tânăr dublu-campion din istoria sportului. După ce a terminat pe locul trei cu McLaren în 2007, s-a întors la Renault pentru 2008 și 2009 și a câștigat două curse în primul an pentru a termina al cincilea la general. Alonso a condus pentru Scuderia Ferrari din 2010 până în 2014, terminând al doilea în spatele lui Sebastian Vettel în trei dueluri pentru titlu puternic disputate în 2010, 2012 și 2013. O a doua etapă cu McLaren în perioada 2015-2018 nu a avut niciun succes, și a părăsit temporar sportul.
În 2021, Alonso s-a întors în Formula 1 pentru a concura cu Alpine, fosta echipă Renault. La Marele Premiu al Qatarului din 2021, Alonso s-a clasat din nou pe un podium de F1 după 7 ani, ultima oară întâmplându-se la Marele Premiu al Ungariei din 2014. Prin această performanță, a doborât recordul pentru cea mai lungă perioadă dintre două podiumuri pentru un pilot în Formula 1. La Marele Premiu al statului Singapore din 2022, el a doborât un alt record, cele mai multe starturi pentru un pilot în Formula 1.
Alonso s-a mutat la Aston Martin pentru sezonul 2023.
În 2023, Fernando Alonso a depășit 100.000 km parcurși în cursele de Formula 1, performanță pe care niciun alt pilot nu a mai atins-o.

## Cariera înainte de Formula 1

### Karting
Contrar multor piloți de Formula 1, Alonso nu a provine dintr-o familie bogată, astfel că doar grație sponsorizărilor a reușit să participe în karting. După ce a devenit campion de karting al Spaniei la junori în 1994, a reușit un titlu de campion mondial de karting la categoria juniori în 1996, performanță dublată de un nou titlu în Spania și de locul secund în campionatul european.

### Trecerea la monoposturi
După ce devine pentru a treia oară campion al Spaniei la juniori, Alonso debutează în întrecerile de monoposturi în 1999, în Formula Nissan, fiind ajutat de fostul pilot al echipei Minardi, Adrián Campos. După ce a câștigat întrecerea în chiar primul său sezon, promovează în Formula 3000, ajutat tot de Campos. Termină sezonul pe locul al patrulea, dar intră în vizorul lui Flavio Briatore care îi găsește un loc în Formula 1 pentru sezonul din 2001.

## Cariera în Formula 1

### Minardi (2001)
Cesare Fiorio, directorul sportiv al Minardi, i-a oferit lui Alonso un test cu o mașină de Formula 1 pe Circuito de Jerez în decembrie 1999, ca parte a acordului RPM cu Euro Open by Nissan de a oferi campionului ei de serie șansa de a testa la un nivel superior. A fost pilotul de teste și rezervă al lui Minardi în 2000. Alonso a debutat în Formula 1 la Marele Premiu al Australiei din 2001, fiind coechipier la Minardi cu Tarso Marques. Deși avea la dispoziție un monopost puțin performant, el a reușit să impresioneze, chiar dacă nu a înscris niciun punct în anul său de debut. Cel mai bun rezultat al sezonului pentru Alonso a fost locul zece în Marele Premiu al Germaniei.

### Renault (2002-2006)
În 2002, este adus de Flavio Briatore la Renault pe postul de pilot de teste, dar după numai un an își face debutul pentru echipa franceză, revenind astfel pe circuitele de F1 la Marele Premiu al Australiei din 2003. El a continuat să doboare recordurile pentru cel mai tânăr pilot care obține un pole position, în a doua cursă a sezonului, Marele Premiu al Malaeziei, și a doborât recordul lui Bruce McLaren ca cel mai tânăr câștigător al unei curse de Formula 1, la Marele Premiu al Ungariei mai târziu în cursul anului. El a obținut patru podiumuri în 2003 și a terminat pe locul 6 în Campionatul Mondial la Piloți cu 55 de puncte.

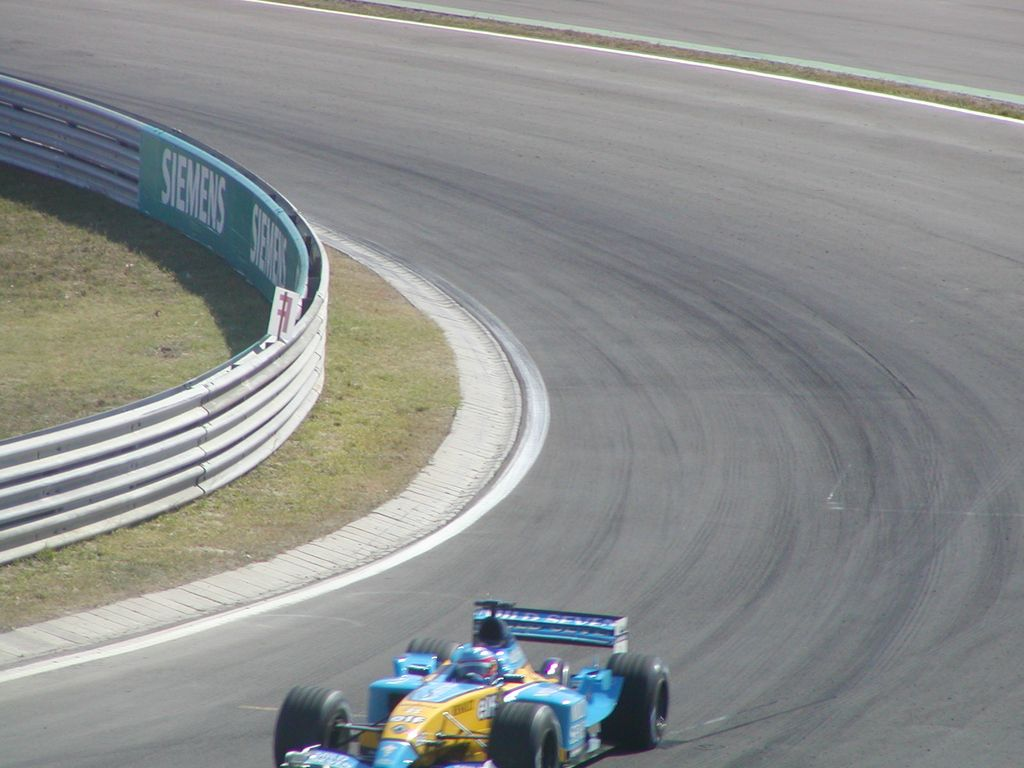
Alonso în ultimul tur al Marelui Premiu al Ungariei din 2003

El a rămas la Renault și pentru 2004. Alonso a avut un sezon mai bun față de precedentul: a terminat cursa de deschidere a sezonului pe poziția a treia și a mai obținut trei podiumuri în acel an. El a ocupat pole position pentru Marele Premiu al Franței, însă nu a obținut nicio victorie, terminând astfel pe locul patru în Campionatul Mondial al Piloților cu 59 de puncte acumulate.

#### 2005: primul titlu

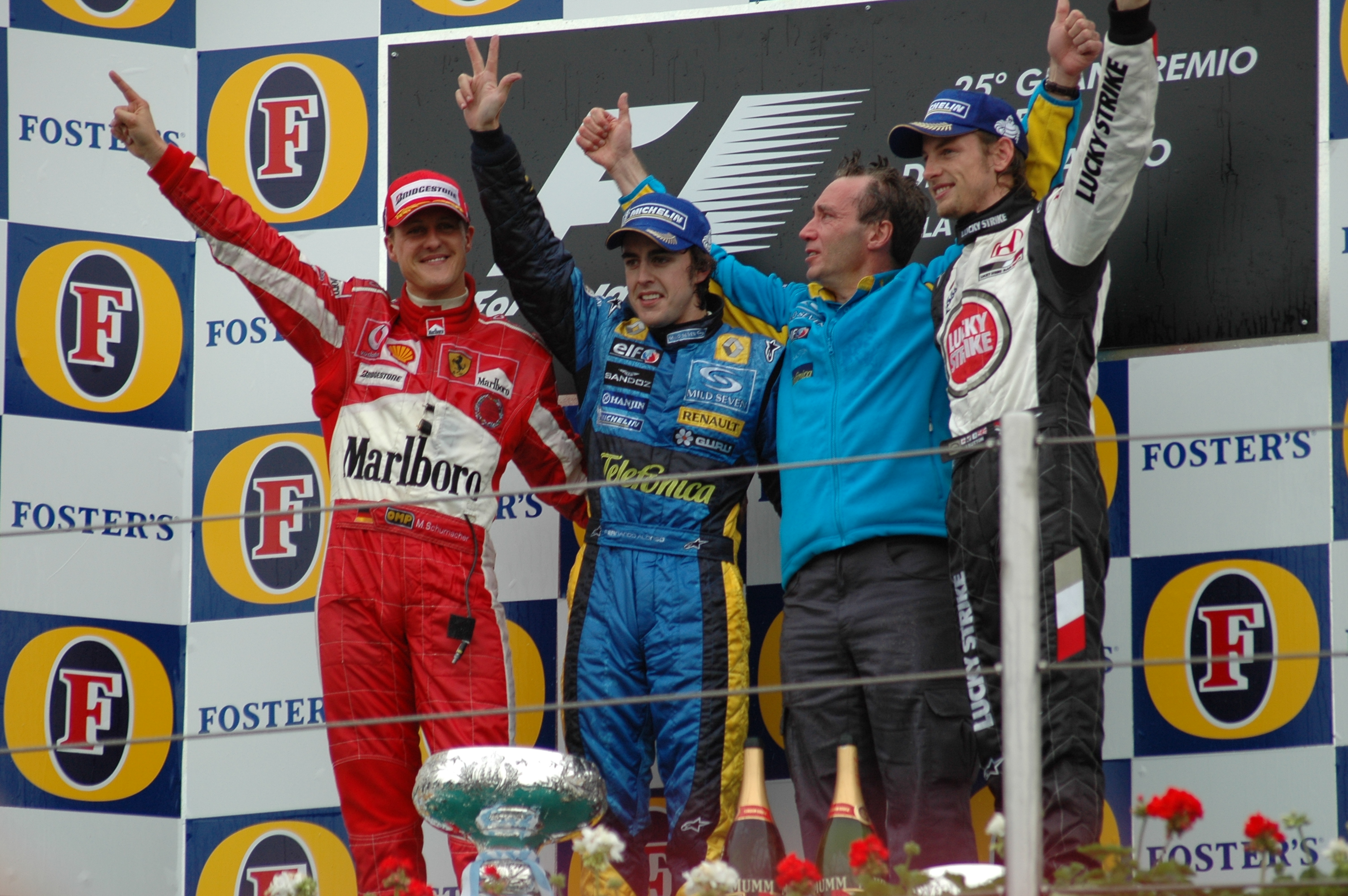
Alonso ocupând ultima treaptă a podiumului Marelui Premiu al statului San Marino din 2005 după o luptă acerbă cu septuplul campion mondial Michael Schumacher (stânga)

Alonso a rămas la Renault în 2005. S-a duelat cu pilotul McLaren, Kimi Räikkönen, pentru Campionatul Mondial, datorită modificărilor regulamentelor care obligau echipele să nu schimbe anvelopele în timpul unei curse, iar motoarele trebuiau să reziste două Mari Premii înainte de a putea fi schimbate. Mașina lui Alonso era mai fiabilă decât cea a lui Räikkönen, deși lipsită de viteză. În Australia, prima cursă a sezonului, el nu reușește decât locul trei, dar o serie de trei victorii consecutive avea să înceapă în Malaezia. În Spania, în fața compatrioților, nu reușește decât locul doi. Reînnoadă șirul victoriilor pe Nürburgring în Marele Premiu al Europei, dar numai după ce Räikkönen abandonează în primul tur. Ajuns în Franța, Alonso marchează cel de-al treilea start din pole position din sezon și conduce cursa de la start la final, obținând astfel cea de-a cincea victorie. Urmează un nou pole în Marea Britanie, unde va termina însă pe locul doi, în urma lui Juan Pablo Montoya, într-una din numeroasele curse în care Räikkönen a avut parte de probleme la motor. Germania îi aduce o nouă victorie, din nou după abandonul lui Räikkönen. Deși după acea cursă McLaren a avut parte un șir lung de victorii, avantajul construit de Alonso în campionatul piloților i-a asigurat primul titlu mondial cu două curse înainte de final. Alonso l-a eclipsat pe Emerson Fittipaldi ca cel mai tânăr campion mondial, după ce a obținut șapte victorii, șase pole position-uri și 14 podiumuri, acumulând în total 133 de puncte.

#### 2006: al doilea titlu

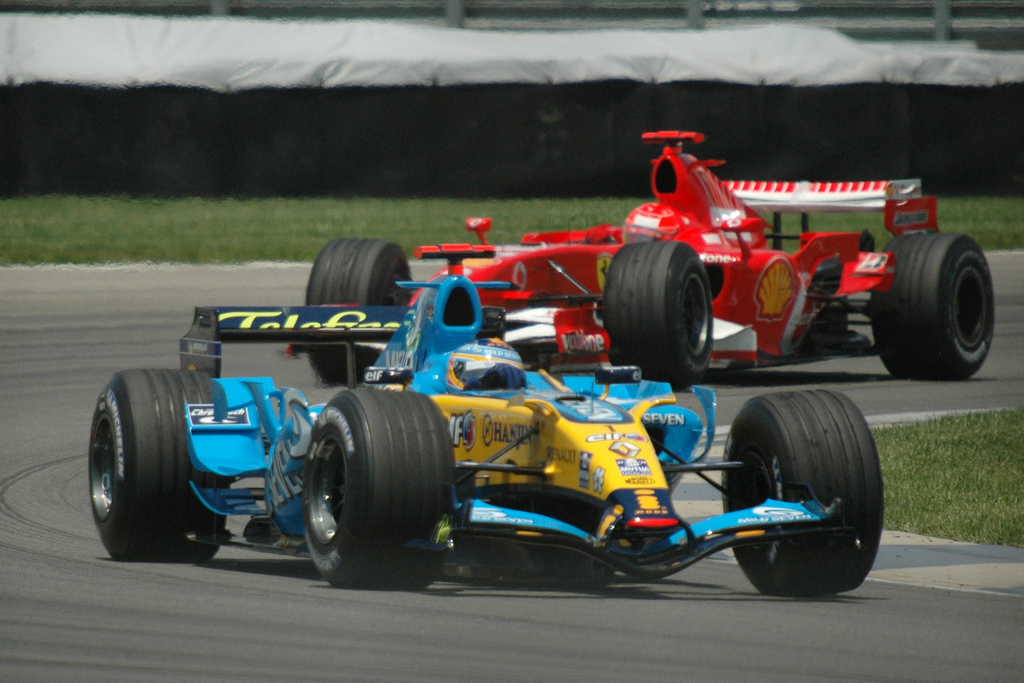
Alonso urmărit de Michael Schumacher, principalii rivali pentru titlul din

El a semnat o prelungire a contractului cu Renault pentru 2006 în aprilie 2005. Plecat drept favorit la titlul mondial în 2006, Alonso debutează cu o victorie în Marele Premiu al Bahrainului, reușind apoi un loc secund în Malaezia, înainte de a semna o nouă victorie în Australia. După doar trei curse, Alonso avea deja un avantaj foarte consistent în campionat. Două noi locuri secunde sunt urmate de o serie incredibilă de patru victorii la rând în Marile Premii din Spania (prima sa victorie acasă), Monaco, Marea Britanie și Canada. A venit apoi Marele Premiu al Statelor Unite, unde Alonso și echipa sa au suferit un recul serios. Timp de șapte curse nu a reușit nici o victorie, abandonând de două ori, astfel că Michael Schumacher, noul său rival, a reușit să recupereze și să-l egaleze la puncte. Abandonul germanului în Japonia i-a deschis lui Alonso calea spre un al doilea titlu mondial. El trebuia să marcheze un punct la Marele Premiu al Braziliei, ultima cursă a sezonului, pentru a adjudeca titlul. Alonso a câștigat campionatul terminând cursa pe locul 2 și a devenit cel mai tânăr dublu campion mondial în Formula 1.

### McLaren (2007)
El și proprietarul echipei McLaren, Ron Dennis, s-au întâlnit în secret în Japonia, după ce Dennis a vorbit cu Alonso despre conducerea pentru echipă în viitor, iar Alonso și-a exprimat interesul față de idee. Ambii au convenit la un contract de trei ani începând din 2007. Contractul lui Alonso cu Renault a expirat la 31 decembrie 2006 și nu i s-a acordat o eliberare anticipată din motive de sponsorizare. Renault i-a permis lui Alonso să facă prima sa apariție pentru McLaren într-o sesiune de teste pe Circuito de Jerez în noiembrie 2006. Principalii săi rivali în 2007 au fost coechipierul său, Lewis Hamilton, și Kimi Räikkönen de la Ferrari. Alonso a obținut patru victorii pe parcursul sezonului, în Malaezia, Monaco, Europa și Italia și a condus campionatul până când Hamilton l-a depășit după a șasea cursă a sezonului. Înainte de runda finală, Marele Premiu al Braziliei, el avea 103 puncte în campionat față de cele 100 ale lui Räikkönen și 107 ale lui Hamilton, astfel încât trebuia să câștige cursa și coechipierul său să termine al treilea sau mai jos pentru a cuceri titlu. Alonso a terminat evenimentul pe locul al treilea, cu 109 puncte. El a avut același număr de puncte ca și Hamilton, însă egalitatea a fost ruptă la numărătoarea inversă, deoarece ambii au avut același număr de victorii, dar Hamilton a terminat al doilea mai des decât Alonso. El a încheiat sezonul pe locul 3 în urma lui Hamilton și a campionului Räikkönen.

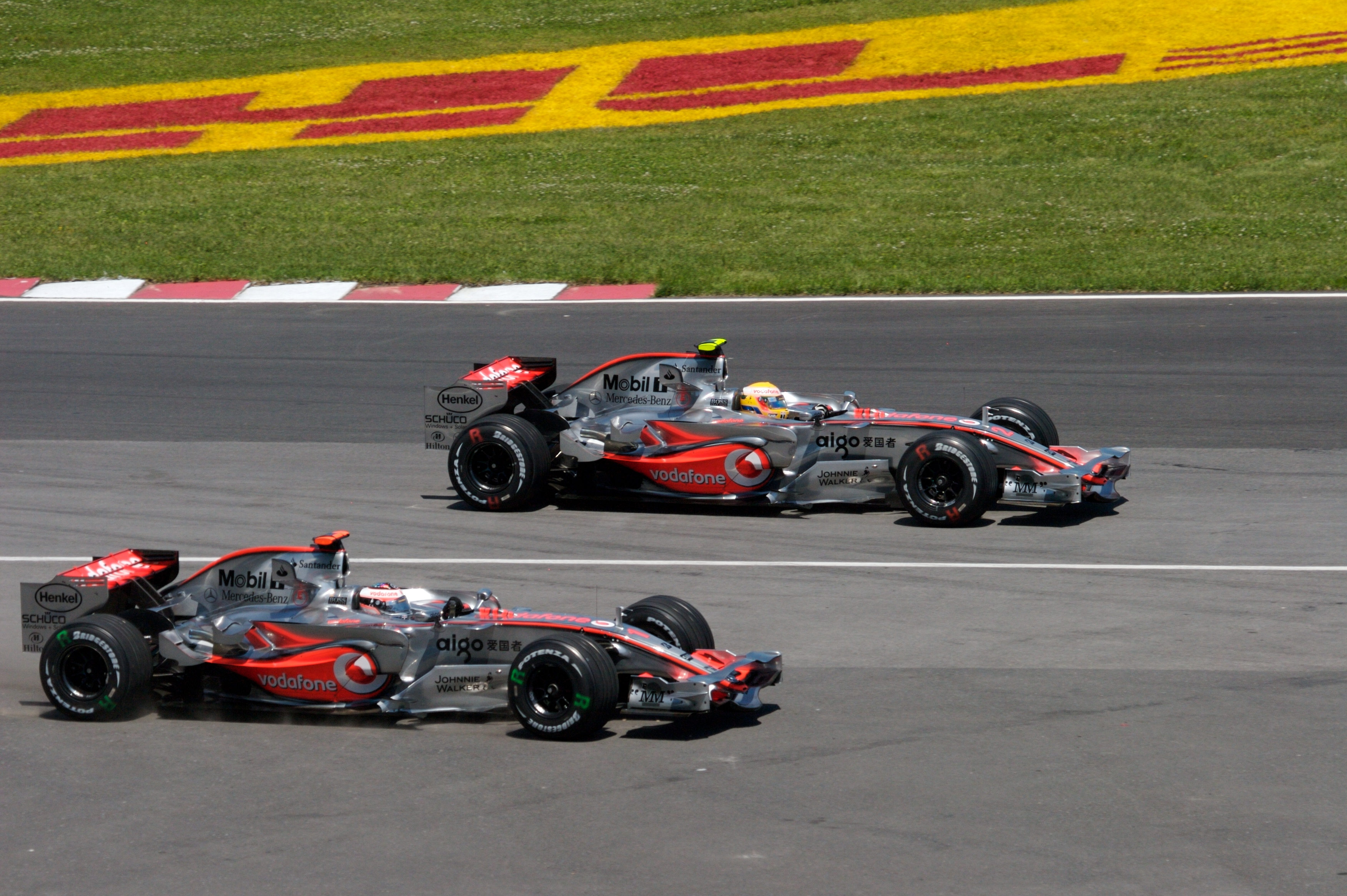
Alonso (jos) și Hamilton (sus) au avut o rivalitate acerbă în interiorul echipei

De-a lungul sezonului, Alonso și Hamilton au fost implicați într-o serie de incidente, cum ar fi scandalul de spionaj și acțiunea din timpul calificărilor pentru Marele Premiu al Ungariei, când Hamilton nu a respectat instrucțiunile echipei, dezavantajându-l astfel pe Alonso, iar Alonso a răspuns prin întârzierea lui Hamilton pe linia boxelor. Tensiunile au culminat cu Alonso și McLaren reziliind contractul de comun acord în noiembrie. Lui Alonso i s-a interzis să se alăture unei echipe pe care McLaren o considera principalul rival pentru 2008.

### Întoarcerea la Renault (2008-2009)
După ce a respins ofertele mai multor echipe, a semnat un contract pe doi ani pentru a se alătura Renault din 2008, datorită angajamentului pe termen lung al producătorului față de F1 și a istoricului pe pistă. Mașina lui Alonso nu a avut putere în începutul sezonului din cauza unui moratoriu impus în dezvoltare și a acumulat nouă puncte în primele șapte curse. Ulterior, el a reușit să-și îmbunătățească performanța datorită dezvoltărilor aerodinamice ale mașinii și a câștigat în Singapore și Japonia; victoria din Singapore a fost umbrită după ce ulterior a fost dezvăluit că Renault a ordonat coechipierului său, Nelson Piquet Jr. să producă un accident în mod deliberat și să declanșeze desfășurarea mașinii de siguranță în ceea ce a devenit cunoscut sub numele de „crashgate”. Alonso a marcat mai multe puncte decât orice alt pilot în ultimele cinci curse, 43. El a acumulat 61 de puncte pentru locul cinci în campionatul piloților.
Alonso urma să devină liber de contract pentru 2009 dacă Renault s-ar fi clasat mai jos de locul 3 în Campionatul Constructorilor. După oferte de la Red Bull Racing și Honda, a semnat din nou cu Renault un contract pe doi ani. Mașina lui s-a dovedit a fi necompetitivă, deoarece nu avea un sistem de difuzor dublu și o viteză pură. Alonso nu a folosit o aripă aerodinamică din față mandatată în încercarea de a face depășirea mai posibilă, deoarece nu credea că îl va ajuta. El a marcat puncte în opt curse și a obținut un singur podium: un loc 3 la Marele Premiu al statului Singapore. Alonso a obținut pole position pentru Marele Premiu al Ungariei și a condus cursa în primele 12 tururi înainte de a se retrage după ce o roată din față-dreapta fusese montată incorect. Alonso a fost al nouălea în Campionatul Piloților cu 26 de puncte, cel mai jos loc din 2003, atunci când s-a clasat pe șase.

### Ferrari (2010-2014)

#### 2010: titlul îi scapă printre degete

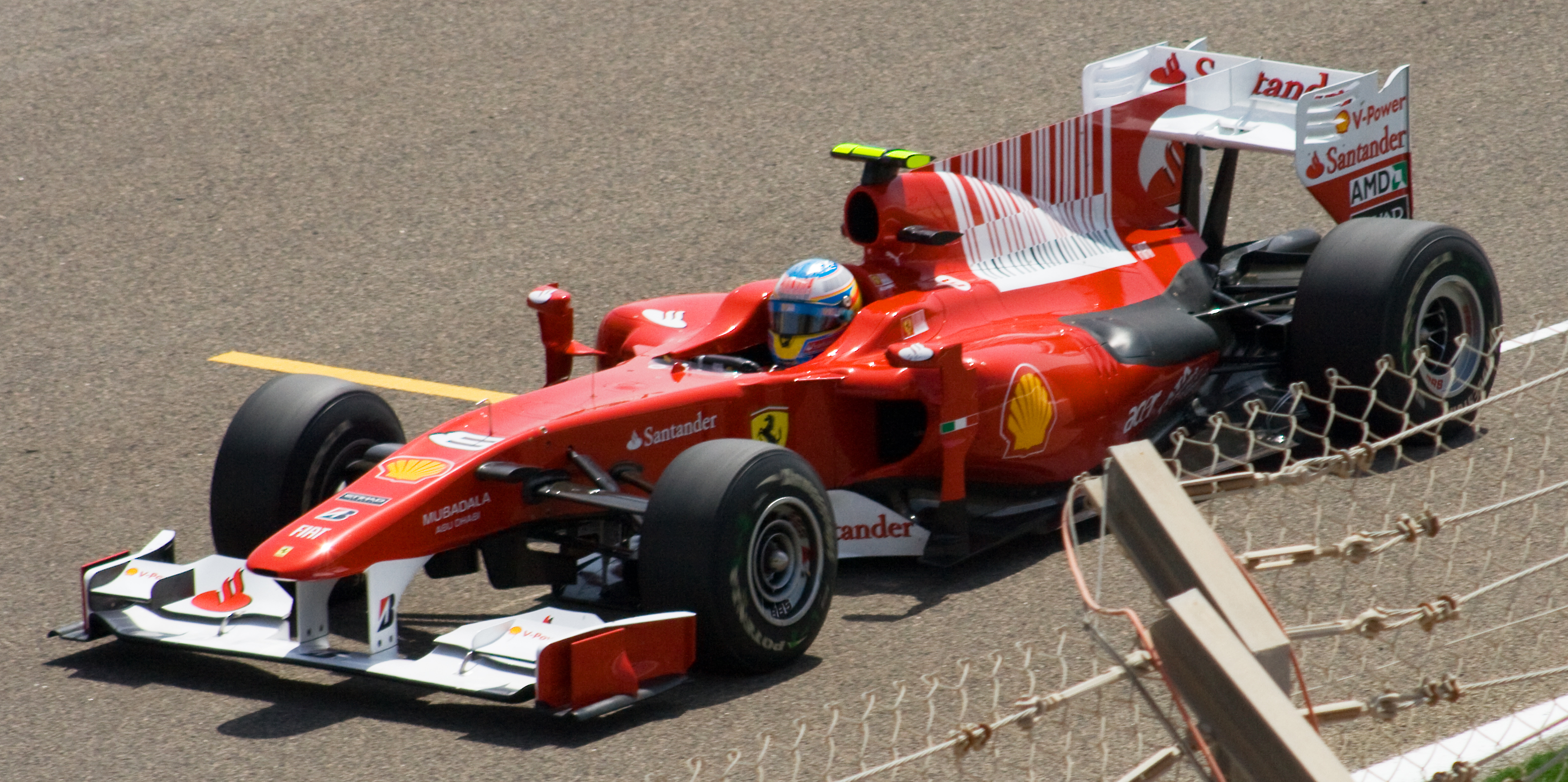
Alonso a câștigat cursa sa de debut pentru Ferrari,.

El a fost de acord cu președintele Ferrari, Luca Cordero di Montezemolo, să conducă pentru Scuderia Ferrari în 2009, dar directorul echipei Jean Todt a prelungit contractele atât ale lui Felipe Massa, cât și ale lui Räikkönen până în 2010. Alonso a obținut un acord la mijlocul anului 2009 pentru a conduce pentru echipa din Maranello începând cu 2011, dar acesta a fost mutat în 2010, după ce Renault a fost investigată pentru aranjarea cursei din Singapore, iar Räikkönen a fost eliberat din echipă. Hamilton și Button de la McLaren și Sebastian Vettel și Mark Webber de la Red Bull Racing au fost principalii adversari ai lui Alonso pentru titlul mondial.
În prima cursă a anului 2010, în Bahrain, Alonso a câștigat cursa plecând de pe locul 3. În a doua cursă a sezonului, în Australia, a terminat pe poziția a patra în spatele lui Jenson Button, Robert Kubica și Felipe Massa. O săptămână mai târziu a venit MP al Malaeziei, din care s-a retras după ce a suferit o defecțiune a motorului în penultimul tur. După această cursă a pierdut conducerea campionatului mondial, care a fost preluată de coechipierul său, Massa. La Marele Premiu al Spaniei a reușit să se califice pe poziția a 4-a și să termine cursa pe locul 2 în spatele lui Mark Webber. La Monaco a trebuit să plece ultimul de pe grilă după ce a suferit un accident în antrenamentele libere și nu a putut participa în sesiunea de calificări. A terminat cursa pe locul 6. MP al Turciei a venit 2 săptămâni mai târziu și a fost o cursă în care Ferrari F10 nu a avut performanțe conform așteptărilor. A început de pe locul 12 și a terminat pe locul 8. În Canada, Alonso și-a recăpătat competitivitatea și a terminat pe locul 3 în spatele mașinilor McLaren. În a doua cursa de acasă, la Valencia, a terminat pe locul 8 după o cursă controversată. Marea Britanie este a doua cursă din sezon în care nu acumulează puncte, după ce a terminat pe locul 14, suferind și de o penalizare.

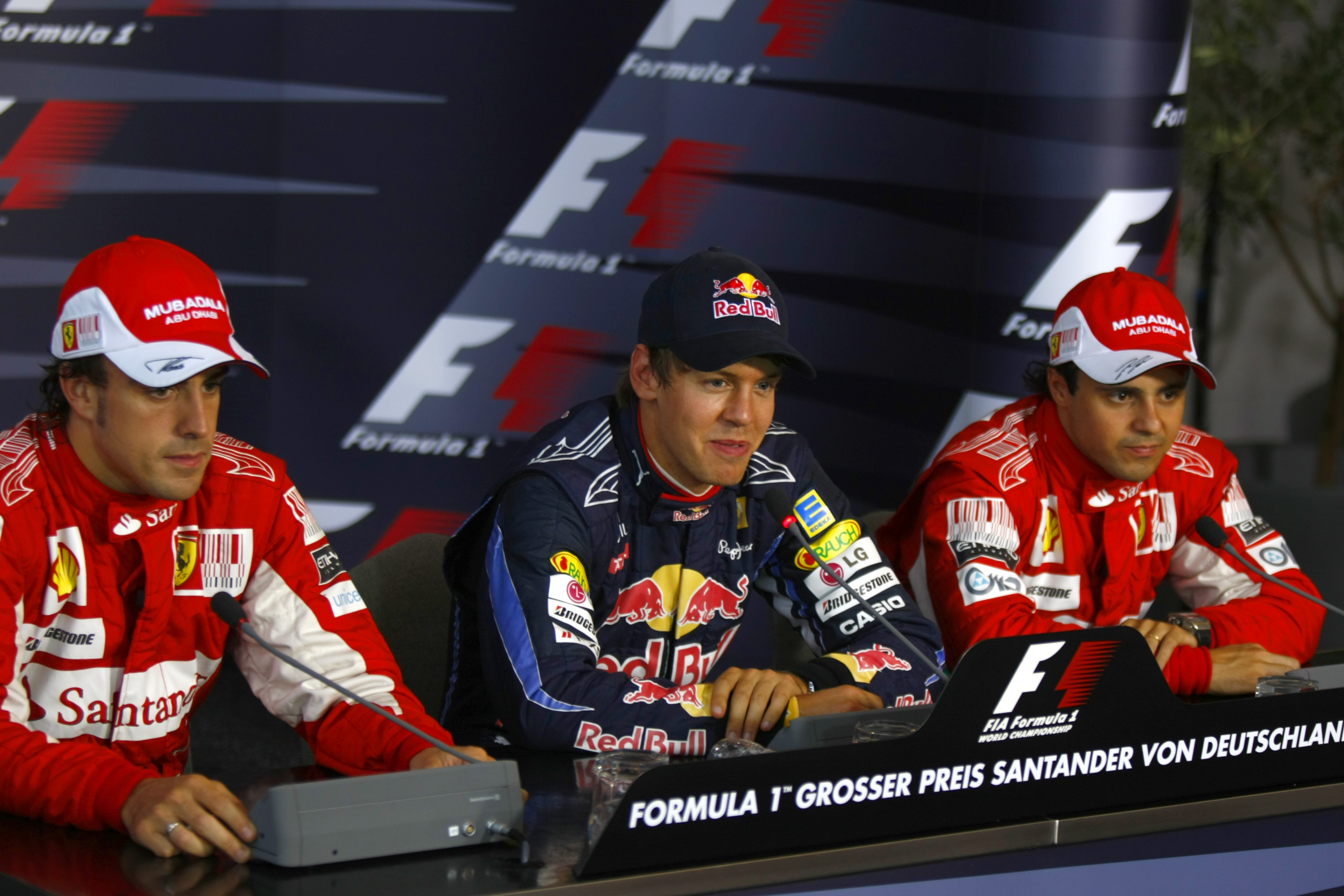
Conferința de presă după calificările pentru, cursă în care echipa i-a ordonat lui Massa (dreapta) să îl lase pe Alonso (stânga) în față.

În Marele Premiu al Germaniei a plecat de pe poziția a 2-a pe grilă, după ce a finalizat o excelentă sesiune de calificări unde a fost la doar 2 miimi de secundă de pole position. În cursă, Alonso a încercat să treacă de coechipierul Massa pentru conducerea cursei, dar după plângerile spaniolului cu privire la riscurile situației (eventualul accident între coechipieri), inginerul radio lui Massa i-a spus: „Fernando este mai rapid decât tine. Poți confirma că ai înțeles mesajul?”, un mesaj ascuns pentru brazilian prin care să renunțe la poziția sa fără să existe riscul unui incident între colegii săi care să o priveze pe Ferrari de dublă. Massa, cu 18 tururi înainte de final, s-a lăsat depășit de Alonso care a ajuns să ia victoria cu puțin peste 4 secunde față de coechipierul său. Ulterior, FIA a investigat depășirea lui Massa de către Alonso și conversațiile radio dintre Massa și inginerul său. Aceștia au stabilit o sancțiune financiară de 100.000 de dolari către Scuderia Ferrari și o posibilă modificare a regulamentului la următoarea ședință a Consiliului Mondial, în care ordinele de echipă vor fi în sfârșit permise din nou începând cu 2011.
În următoarea cursă din Ungaria a terminat pe locul 2, iar în Belgia a suferit a doua retragere din sezon. După cursă, spaniolul se afla pe locul 5 în campionat, la 41 de puncte în spatele liderului Hamilton. Fernando a ajuns la Monza și nu a dezamăgit. El a ocupat primul său pole position al sezonului după ce a terminat în fața lui Jenson Button și a coechipierului său, Felipe Massa. A câștigat cursa, obținând a treia victorie a sezonului. În Singapore, Alonso a obținut un alt pole după ce a terminat în fața lui Sebastian Vettel cu 67 de miimi. Într-un Mare Premiu plin de evenimente, a reușit să fie la conducerea întregii curse și să obțină a doua victorie consecutivă, însoțită de cel mai rapid tur, așa că Alonso și-a adjudecat primul său Grand Slam (condus întreaga cursă + victorie + cel mai rapid tur + pole position) din carieră. Următoarea destinație a fost Japonia, unde spaniolul a terminat pe locul 3. După toate aceste rezultate, Fernando a fost la 14 puncte în spatele liderului Mark Webber, fiind la egalitate de puncte cu Sebastian Vettel. Marele Circ a ajuns pe noul circuit Yeongam pentru a concura în MP al Coreei de Sud. Alonso a câștigat cursa după ce a plecat de pe locul 3, devenind liderul Campionatului Mondial, cu 11 puncte peste Webber și 25 peste Vettel. Alonso putea fi deja proclamat campion în Brazilia, dar în acea zi mașinile Red Bull, din nou superioare, nu au dat greș și au obținut o dublă, cu Vettel pe prima poziție.

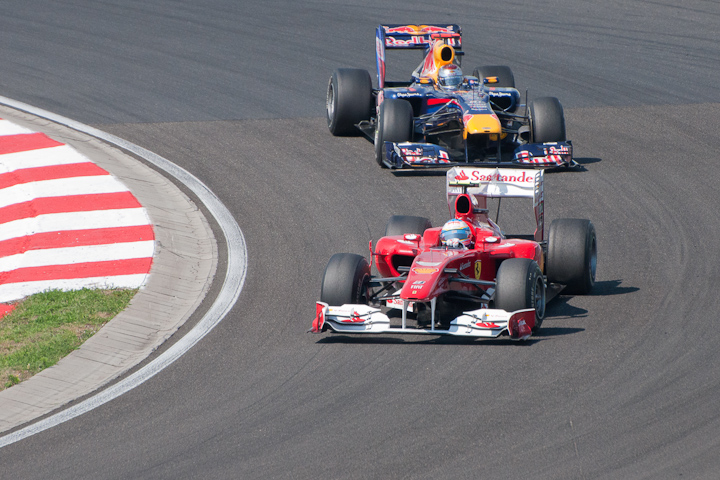
Alonso (jos) a încheiat sezonul pe locul 2, la patru puncte în spatele campionului Vettel (sus).

A intrat în Marele Premiu de la Abu Dhabi, ultima cursă sezonului, în fruntea clasamentului la piloți cu opt puncte avans peste Mark Webber, 15 peste Vettel și 24 peste Hamilton, astfel încât avea nevoie de locul 2 pentru a deveni campion mondial, indiferent de rezultatele rivalilor săi. În calificări, s-a clasat pe locul 3 în spatele lui Vettel și Hamilton. Dacă Vettel câștiga cursa, atunci el avea nevoie doar de locul 4. În cursă, Alonso a fost blocat în urma lui Vitali Petrov după o greșeală de strategie și a petrecut 40 de tururi fără să-l poată depăși. Asta l-a determinat să termine cursa pe poziția a 7-a, rezultat care nu a fost de ajuns și a dus la câștigarea titlului de către Vettel.

#### 2011
Sezonul său 2011 a fost mixt: mașina lui a fost construită conservator, astfel încât nu a avut aderență aerodinamică și manevrabilitate a anvelopelor în calificări. El a extras ritm suplimentar din mașina sa pentru a obține zece podiumuri și a câștiga Marele Premiu al Marii Britanii după o eroare de strategie de la Red Bull. Cea mai bună poziție din calificări a anului a fost locul 2 la Marele Premiu al Canadei. Alonso a terminat pe locul 4 la general cu 257 de puncte; el a fost în concurență să termine pe locul al doilea după eventualul campion Vettel, după o serie de clasări puternice, până când Webber a câștigat Marele Premiu al Braziliei, ultima cursă a sezonului.

#### 2012: din nou vicecampion mondial

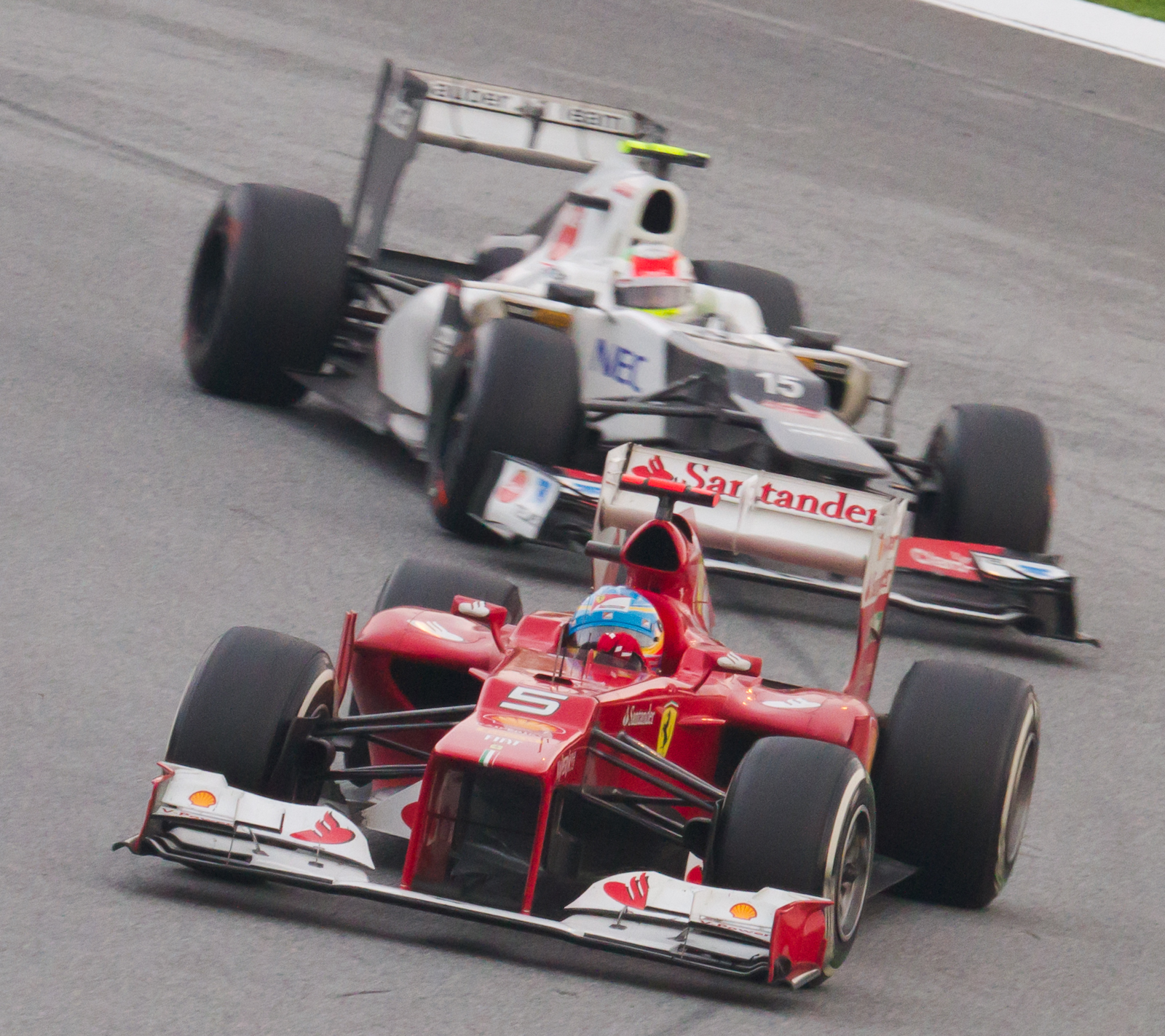
Alonso a câștigat cursa din Malaezia după un duel intens cu Pérez.

Înainte de 2012, Alonso și-a prelungit contractul cu Ferrari până în 2016. Încă din presezon, se anunța un an greu pentru Ferrari, fără pretenții la vreun succes măreț. Mașina lor, F2012, se afla departe din punct de vedere al performanței de Red Bull și McLaren, iar în viteza pe un singur tur chiar și sub Lotus. Jurnaliștii au raportat mai multe probleme cu manevrarea mașinii. Aceasta subvira la intrarea în viraj și supravira când mașina ieșea din curbă. Ca urmare a acestui fapt, Alonso s-a calificat pe locul 12 pentru Marele Premiu al Australiei din 2012, prima cursă a sezonului. A îmbunătățit poziția duminică, clasându-se pe locul 5. Totuși, în MP al Malaeziei, lucrurile aveau să se schimbe, Alonso obținând prima sa victorie a sezonului. După un final strâns, spaniolul a câștigat cu doar 2,2 secunde peste mexicanul Sergio Pérez într-o cursă care a suferit o întrerupere de 51 de minute din cauza ploii și în care Alonso a plecat de pe locul opt. Ulterior, performanța slabă a mașinii continuă în China și în Bahrain unde se clasează pe locurile 9, respectiv 7. În Marele Premiu al Spaniei, după îmbunătățirile anterioare aduse mașinii, Alonso a obținut locul doi în spatele lui Pastor Maldonado. Două săptămâni mai târziu, la Marele Premiu al Principatului Monaco, Alonso a urcat pe poziția a treia pe podium și a ajuns în fruntea campionatului piloților, peste Sebastian Vettel și Mark Webber.

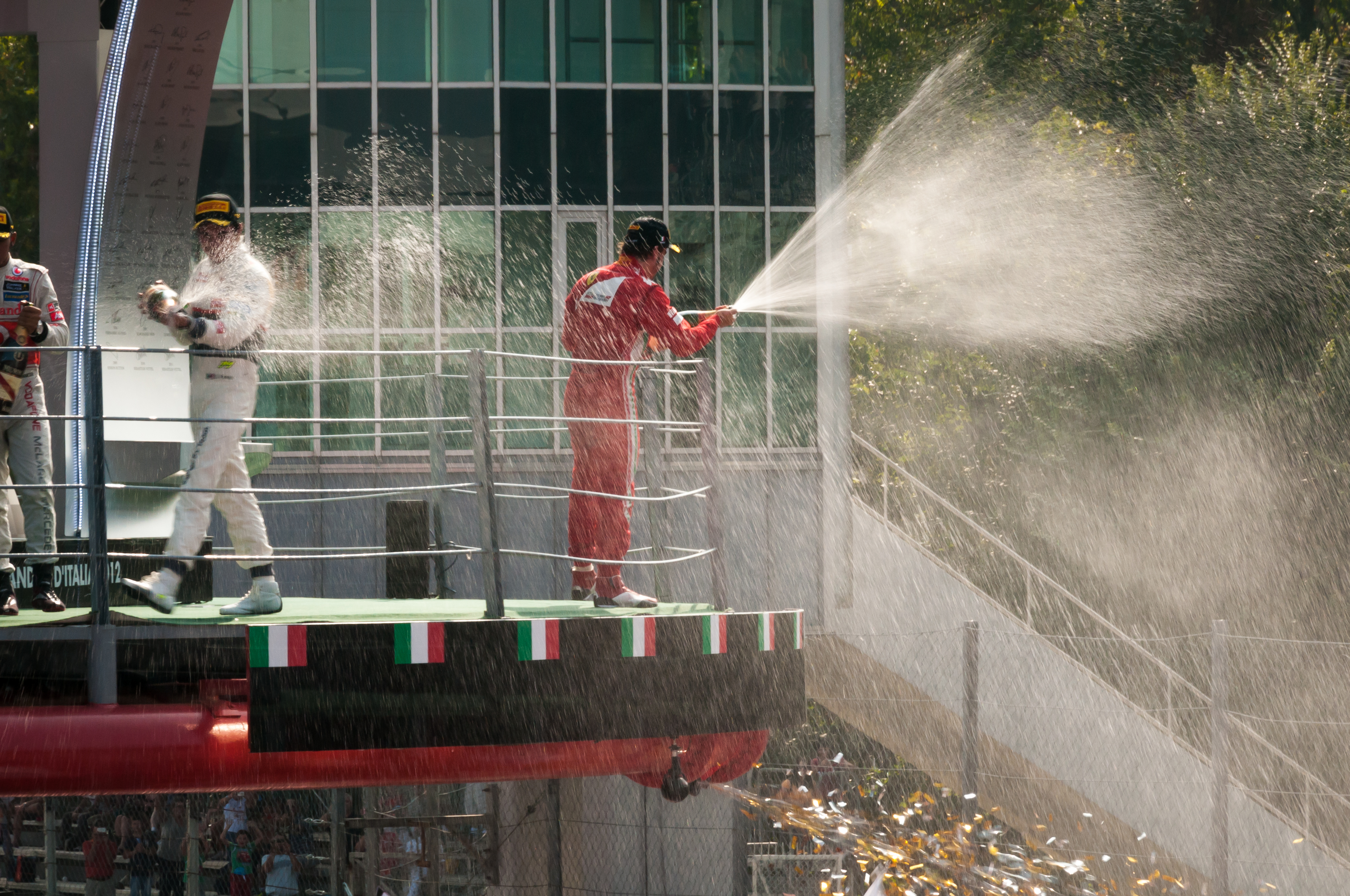
Alonso l-a egalat pe Ayrton Senna la numărul de podiumuri (80) la.

La Marele Premiu al Canadei, a terminat pe poziția a cincea după o strategie greșită și o defecțiune majoră a anvelopelor, iar Lewis Hamilton a câștigat, plasându-se astfel lider mondial. Marele Premiu al Europei a avut loc după două săptămâni pe circuitul stradal Valencia, unde Alonso a ieșit învingător, plecând în cursă de pe poziția 11 pe grilă. Mai mult decât atât, principalul său rival pentru titlu, Vettel, nu a încheiat cursa, astfel încât el a preluat din nou conducerea campionatului la o distanță confortabilă de locul 2. Un alt fapt interesant era că Alonso devenise primul pilot din sezon care câștigă două curse, până atunci fiind 7 câștigători diferiți în primele șapte curse. În Marele Premiu al Marii Britanii, pilotul spaniol a obținut pole position într-o sesiune pe ploaie. În cursă, Alonso a rămas în frunte până când a fost depășit de Mark Webber cu 4 tururi înainte de final, dar spaniolul a realizat un nou podium care l-a menținut în fruntea campionatului. În cursa de la Hockenheim (Germania), Alonso a reușit să obțină din nou pole position, din nou după o sesiune umedă. A continuat performanța bună și duminică, câștigând Marele Premiu și datorită strategiei de succes a echipei. Vettel a fost penalizat, coborând pe locul 5, deoarece a făcut o depășire ilegală în afara pistei asupra lui Jenson Button, care a terminat pe locul al doilea. În ultimul Mare Premiu dinaintea pauzei de vară, în Ungaria, Alonso nu a avut o sesiune de calificări optimă, clasându-se pe locul 6 pe grilă. În cursă, a reușit să termine pe locul 5, acumulând astfel 164 de puncte și mărindu-și avansul la 40 de puncte față de Mark Webber, al doilea clasat cu 124.

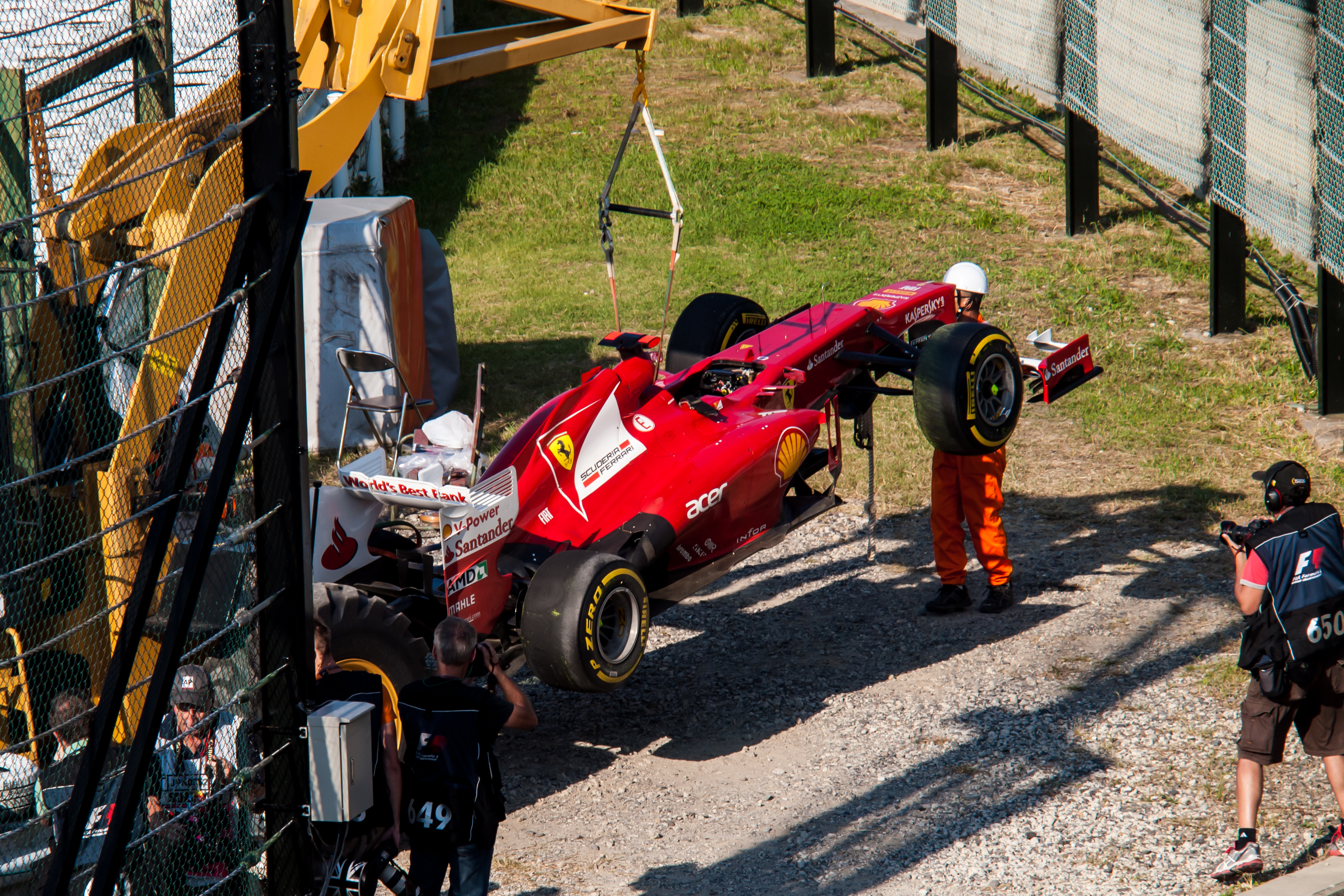
Accidentul lui Alonso din s-a dovedit a fi un moment de întorsătură în lupta pentru titlu.

În condiții normale, Ferrari nu putea spera la vreun titlu, însă Alonso conducea mult peste capabilitățile mașinii. Acest lucru era rezultat și din diferența enormă de puncte dintre el și coechipierul său la jumătatea sezonului: 164 de puncte ale sale față de cele 25 ale lui Massa. La Marele Premiu al Belgiei din 2012 s-a calificat pe locul 5 pe grilă, după ce Pastor Maldonado a primit o penalizare. Totuși, după un start în care a ajuns pentru un moment pe locul 4, Romain Grosjean îl lovește pe Lewis Hamilton, cei doi la rândul lor lovind și aruncând în aer mașina lui Alonso într-unul dintre cele mai grave accidente din cariera sa. Pilotul spaniol a ieșit nevătămat, deși a abandonat Marele Premiu din cauza acelui accident. Săptămâna următoare a avut loc Marele Premiu al Italiei din 2012. După ce a stabilit cel mai rapid timp atât în Q1, cât și în Q2, o problemă mecanică l-a determinat să se califice pe locul zece. El a reușit să termine cursa pe locul trei. Cu acest podium, Alonso l-a egalat pe Ayrton Senna la numărul de podiumuri acumulate în carieră (80). A obținut locul 3 și în următoarea cursă din Singapore. Înainte de Marele Premiu al Japoniei, a 15-a cursă a sezonului, Alonso se afla pe primul loc în clasamentul piloților, cu 29 de puncte peste următorul competitor, Sebastian Vettel. A terminat calificările pe locul 7, începând cursa de pe 6 după o penalizare a lui Button. După start, în primul viraj, Alonso este lovit din spate de Räikkönen, el rotindu-se și ieșind în afara pistei. Având avarii, a ieșit din cursă, suferind doar a doua retragere a sezonului. Însă, asta fost de ajuns pentru Vettel care a câștigat cursa și s-a apropiat la doar 4 puncte de Alonso.
În ultima parte a sezonului, mașina a fost îmbunătățită, astfel încât Alonso s-a clasat pe podium în fiecare din cele 5 curse rămase. Intrând în Marele Premiu al Braziliei din 2012, ultima cursă a sezonului, spaniolul se afla la 13 puncte în spatele lui Vettel în campionatul mondial, și avea nevoie de cel puțin locul trei chiar dacă germanul nu reușea să înscrie vreun punct. În schimb, un loc 4 era suficient pentru Vettel chiar dacă Alonso câștiga. În cele din urmă, el a terminat cursa pe locul doi, iar Vettel pe patru, în ciuda faptului că Vettel s-a învârtit în turul de început și a ajuns pe ultimul loc. Acest lucru l-a lăsat din nou pe Alonso vicecampion mondial, încheind sezonul la 3 puncte în spatele lui Vettel. În 2021, el a afirmat că sezonul 2012 a fost cel mai bun din cariera sa, „performând la 100% din capacitatea sa de pilot de curse”.

#### 2013 și 2014
Pentru a începe 2013, Alonso a condus o mașină cu design agresiv, permițându-i să câștige în China și Spania și a marcat în mod constant puncte. El a fost mai lent decât Vettel după o schimbare a compusului anvelopelor la Marele Premiu al Germaniei, iar componentele caroseriei din față și din spate menite să îmbunătățească performanța mașinii sale au fost ineficiente. Cu 242 de puncte, Alonso a fost vicecampion pentru a treia oară în carieră. Relația sa cu Ferrari s-a răcit din cauza percepției sale că echipa nu a putut construi o mașină câștigătoare a titlului.
Sezonul 2014 al lui Alonso a fost primul din 2009 în care nu a obținut nicio victorie, deoarece mașina lui era mai puțin puternică decât Mercedes, dar a ocupat locul al treilea în Marele Premiu al Chinei și al doilea în Marele Premiu al Ungariei. Alonso a căzut pe locul șase în Campionatul la Piloți cu 161 de puncte. S-a calificat mai sus decât coechipierul său Räikkönen de 16 ori cu o medie de peste jumătate de secundă pe tur în 2014.

### A doua perioadă la McLaren (2015-2018)

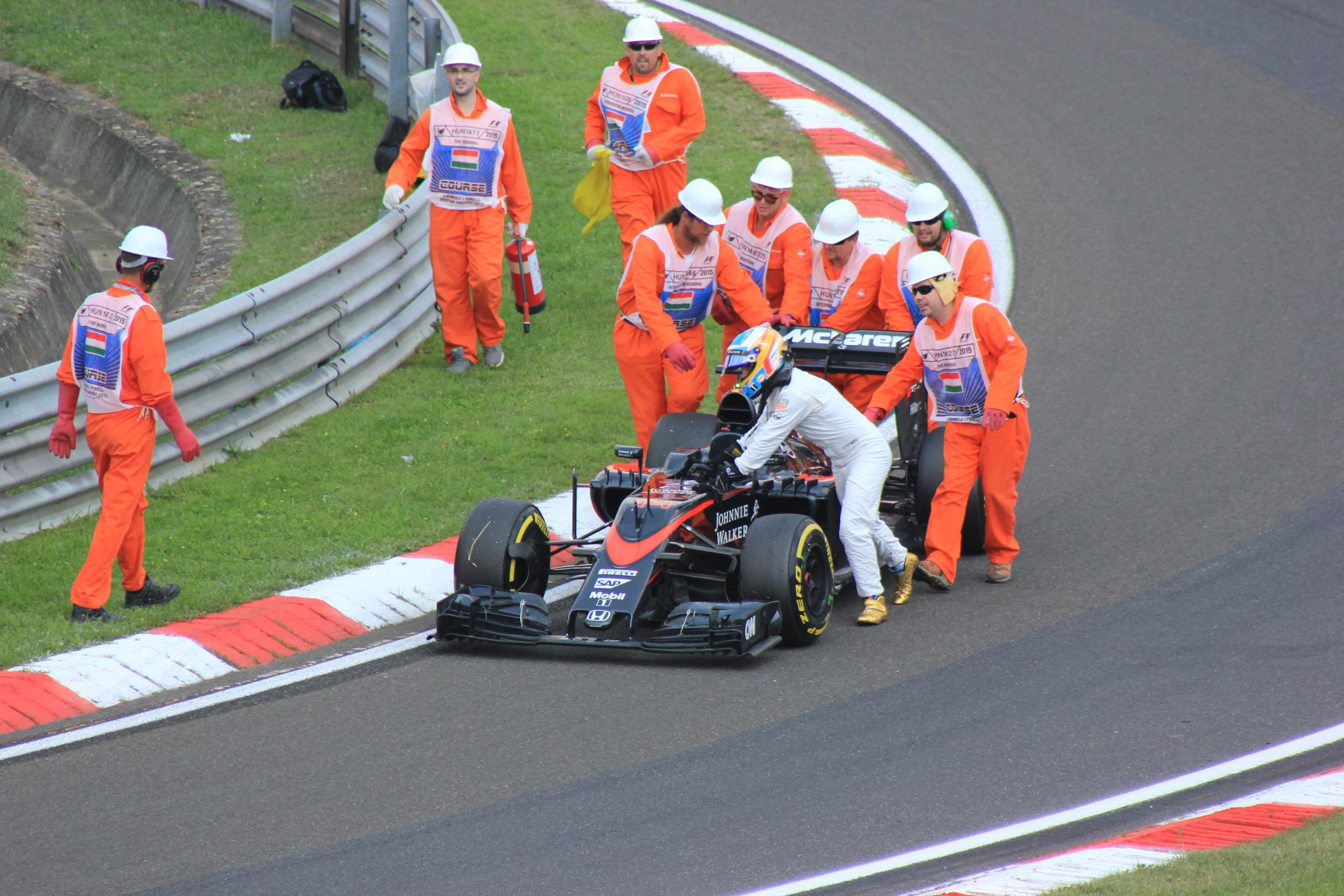
Sezonul al lui Alonso a fost al doilea cel mai slab din cariera sa, după sezonul său de debut, asta datorându-se în mare parte și motorului Honda care a suferit de mari probleme de fiabilitate.

Alonso a avut dezacorduri severe cu directorul echipei, Marco Mattiacci, în 2014 și a părăsit Ferrari după ce negocierile pentru a rămâne la echipă au eșuat. S-a alăturat din nou echipei britanice McLaren cu un contract de trei ani, din 2015 până în 2017, fără clauze de reziliere. Un accident în timpul unei sesiuni de teste de presezon pe circuitul spaniol Barcelona-Catalunya în februarie 2015 l-a văzut pe Alonso suferind o comoție cerebrală și a fost înlocuit de pilotul de rezervă, Kevin Magnussen pentru Marele Premiu al Australiei, cursa de deschidere a sezonului. A îndurat un sezon dificil: motorul Honda al mașinii sale era slab alimentat și viteza generală l-a lăsat vulnerabil la depășire. Alonso a marcat de două ori puncte în 2015: locul 10 în Marele Premiu al Marii Britanii și locul 5 în Marele Premiu al Ungariei pentru locul 17 în Campionatul la Piloți, cu 11 puncte acumulate în total. El a fost nemulțumit de un ritm lent, care a devenit evident după multiple plângeri prin radio în acel an.
În ciuda mașinii nefiabile și necompetitive, Alonso a rămas cu McLaren pentru 2016. Rănile în urma unui accident grav cu Esteban Gutiérrez la Marele Premiu al Australiei l-au făcut să rateze Marele Premiu al Bahrainului din motive medicale și a fost înlocuit de pilotul de rezervă, Stoffel Vandoorne. S-a calificat peste coechipierul Button de cincisprezece ori și a marcat puncte de nouă ori, inclusiv două clasări pe locul cinci în Marele Premiu al Principatului Monaco și cel al Statelor Unite. A terminal al zecelea în campionatul piloților cu 54 de puncte.
Alonso a rămas la McLaren în 2017, dar fiabilitatea, din nou slabă, i-a afectat sezonul, în special în primele runde, iar cel mai bun rezultat al său a fost locul șase în Marele Premiu al Ungariei. După trei clasări consecutive în top 10, Alonso a terminat pe locul 15 în Campionatul la Piloți cu 17 puncte.

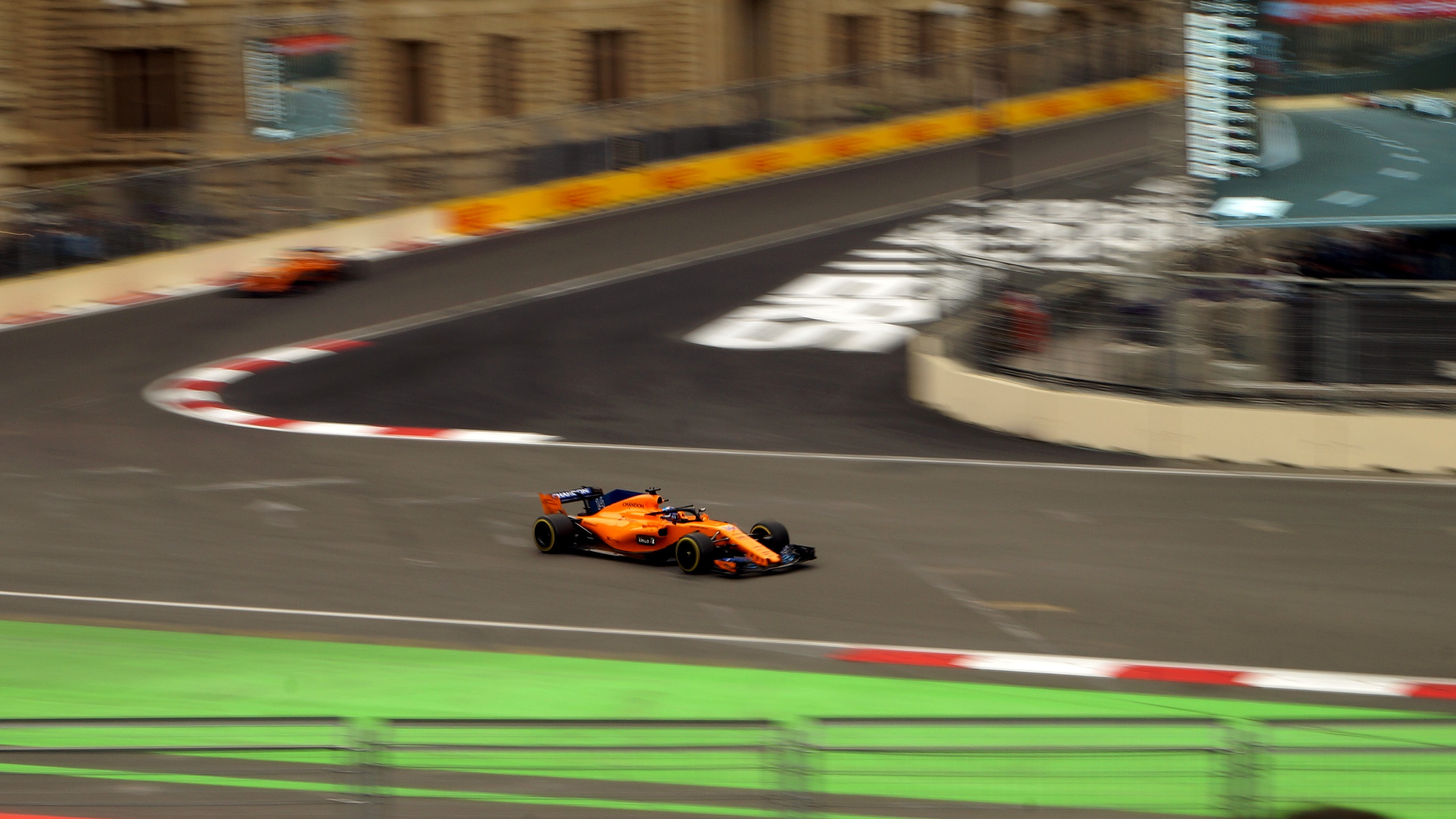
Alonso în.

În urma negocierilor contractuale cu CEO-ul McLaren, Zak Brown, Alonso a semnat o prelungire pe mai mulți ani cu echipa pe 19 octombrie 2017. El a terminat pe locul cinci la Marele Premiu al Australiei din 2018 și a obținut nouă clasări în top 10. Alonso a terminat peste coechipierul Stoffel Vandoorne în fiecare cursă și a condus rapid și agresiv. A devenit din ce în ce mai enervat pe anumiți piloți, iar angajamentul său pentru Formula 1 a scăzut după ce McLaren a încetat să își dezvolte mașina pentru a se concentra pe 2019. Alonso a ocupat locul 11 în campionatul piloților cu 50 de puncte, și a părăsit sportul la sfârșitul sezonului 2018, invocând o lipsă percepută a întrecerilor pe pistă, predictibilitatea rezultatelor și a simițit că discuțiile din afara curselor despre difuzarea transmisiilor radio și polemicile au afectat seria.

### Alpine (2021-2022)

#### 2021: înapoi în Formula 1
Alonso s-a întors în Formula 1 după două sezoane de absență, semnând pentru Alpine F1 Team să conducă începând cu sezonul 2021, alături de Esteban Ocon. Alpine este fosta echipă Renault, cea cu care și-a câștigat cele două titluri mondiale în 2005 și 2006. În pregătirea pentru întoarcere, Alonso a efectuat patru zile de testare la volanul Renault R.S.18 și a fost cel mai rapid în testul de piloți tineri de după sezonul 2020, conducând un Renault R.S.20. În prima sa cursă cu Alpine la Marele Premiu al Bahrainului din 2021, Alonso a fost forțat să se retragă după ce resturi de plastic au intrat în conducta sa de frână. La Marele Premiu al Emiliei-Romagna din 2021, el a terminat pe locul 11 după ce s-a calificat pe locul 15, cu coechipierul Ocon terminând în fața sa pe locul zece, dar ambii au fost îmbunătățiți cu o poziție după ce Kimi Räikkönen a fost penalizat, oferindu-i lui Alonso primele puncte ale sezonului.
În Ungaria, Alonso a condus temporar cursa înainte de a face o oprire la boxe și a căzut pe locul patru, în fața lui Lewis Hamilton. Coechipierul Ocon a creditat defensiva lui Alonso împotriva lui Hamilton care i-a permis să obțină prima sa victorie din Formula 1. În august 2021, Alonso a invocat o opțiune de prelungire a contractului pentru sezonul 2022. Alonso a marcat puncte în mai multe curse după pauză de vară, terminând pe locul șase în Țările de Jos, pe locul opt în Italia, pe locul șase în Rusia, după ce a rulat pe locul trei în Rusia înainte de a fi forțat să oprească la boxe în condiții umede, și al treilea în Qatar. Clasarea sa pe locul trei în Qatar a fost primul său podium de la Marele Premiu al Ungariei din 2014 încoace. El a încheiat sezonul pe locul 10, acumulând în total 81 de puncte, clasându-se de asemenea peste coechipierul Ocon.

#### 2022

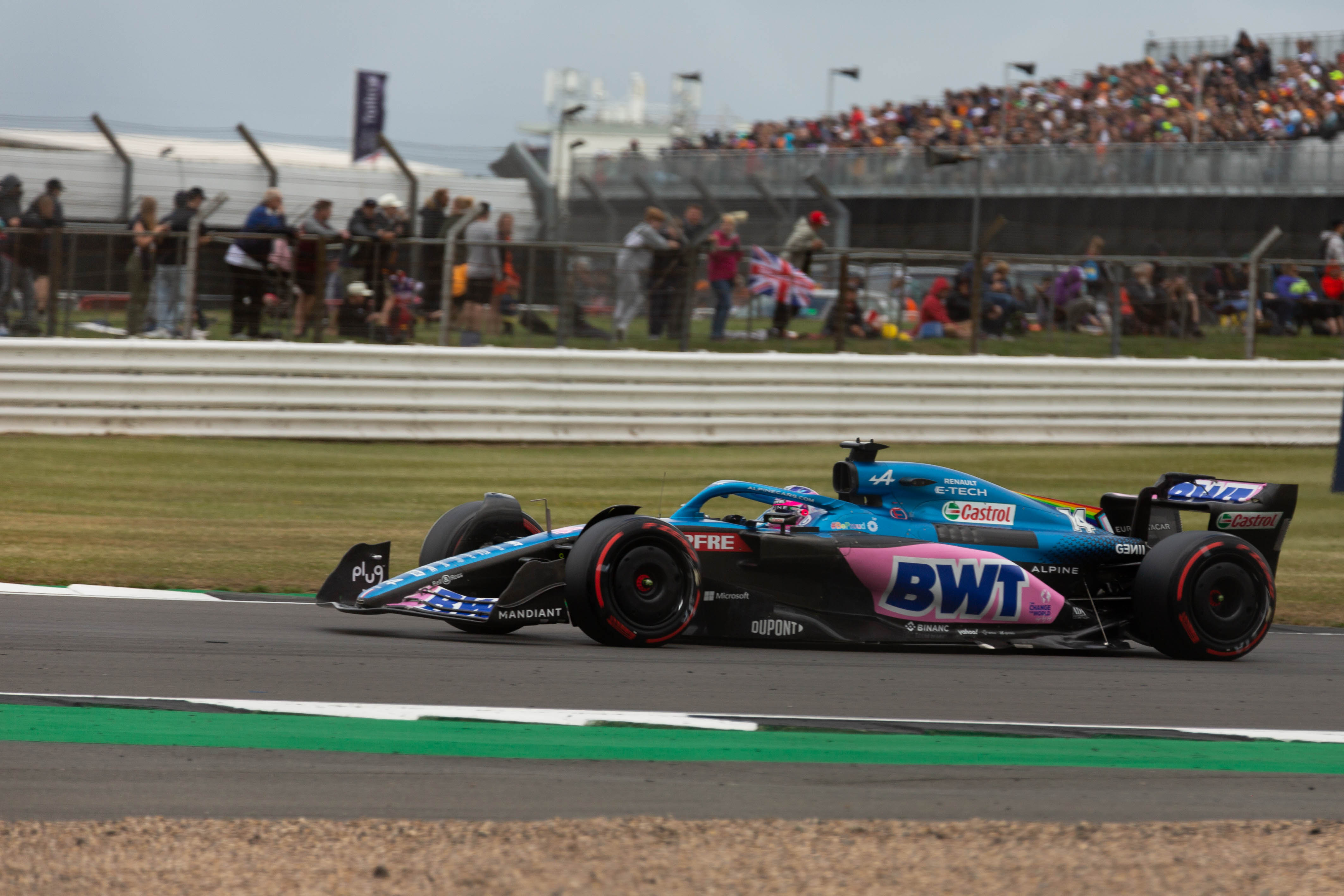
Alonso a terminat pe locul 5 în, poziție atinsă doar de alte două ori în sezon.

Alonso a continuat cu Alpine și în sezonul 2022. În prima cursă a sezonului, Marele Premiu al Bahrainului din 2022, el s-a calificat pe locul 8 și a terminat cursa pe locul 9, acumulând primele puncte din sezon. Următoarea cursă începe un trend care va domina a doua parte a sezonului. El se califică pe locul 7, sub coechipierul său, însă se retrage din cursă din cauza problemelor la motor. Următoarele trei curse continuă în aceeași notă proastă, clasându-se pe locul 17 în Australia după o greșeală de strategie, retrăgându-se în Emilia-Romagna după o coliziune și terminând pe locul 11 în Miami. Totuși, norocul său avea să se îmbunătățească la Marele Premiu al Spaniei, cursa sa de acasă, unde a terminat pe locul 9, adunând din nou puncte. Începe astfel un șir de zece curse consecutive în top 10, locul 5 în Marea Britanie și Belgia fiind cele mai bune clasări ale sale din sezon. De asemenea, pentru Marele Premiu al Canadei se califică pe locul 2 în spatele lui Max Verstappen, marcând prima sa clasare în prima linie de la Marele Premiu al Germaniei din 2012 încoace. În vara anului, Alonso a anunțat că nu va mai continua la Alpine începând cu 2023 și se va alătura în schimb echipei Aston Martin. El a motivat mutarea pentru că dorea o prelungire a contractului pe mai mulți ani, iar Alpine a fost dispusă să-i mai acorde doar un an în F1.
După acest anunț, Alonso începe să sufere de probleme de fiabilitate majore, care îl forțează să nu încheie patru din ultimele șapte curse ale sezonului. Două locuri 7 în Japonia și Statele Unite, și din nou un loc 5 în São Paulo compensează pentru retragerile din Italia, Singapore, Ciudad de México și Abu Dhabi, ultima cursă a sezonului. El a încheiat din nou campionatul cu 81 de puncte, ca în sezonul precedent, însă s-a clasat pe o poziție mai sus, locul 9.

### Aston Martin (2023-prezent)
Alonso a trecut la Aston Martin F1 începând cu sezonul din 2023, pe un contract pe mai mulți ani.

#### 2023

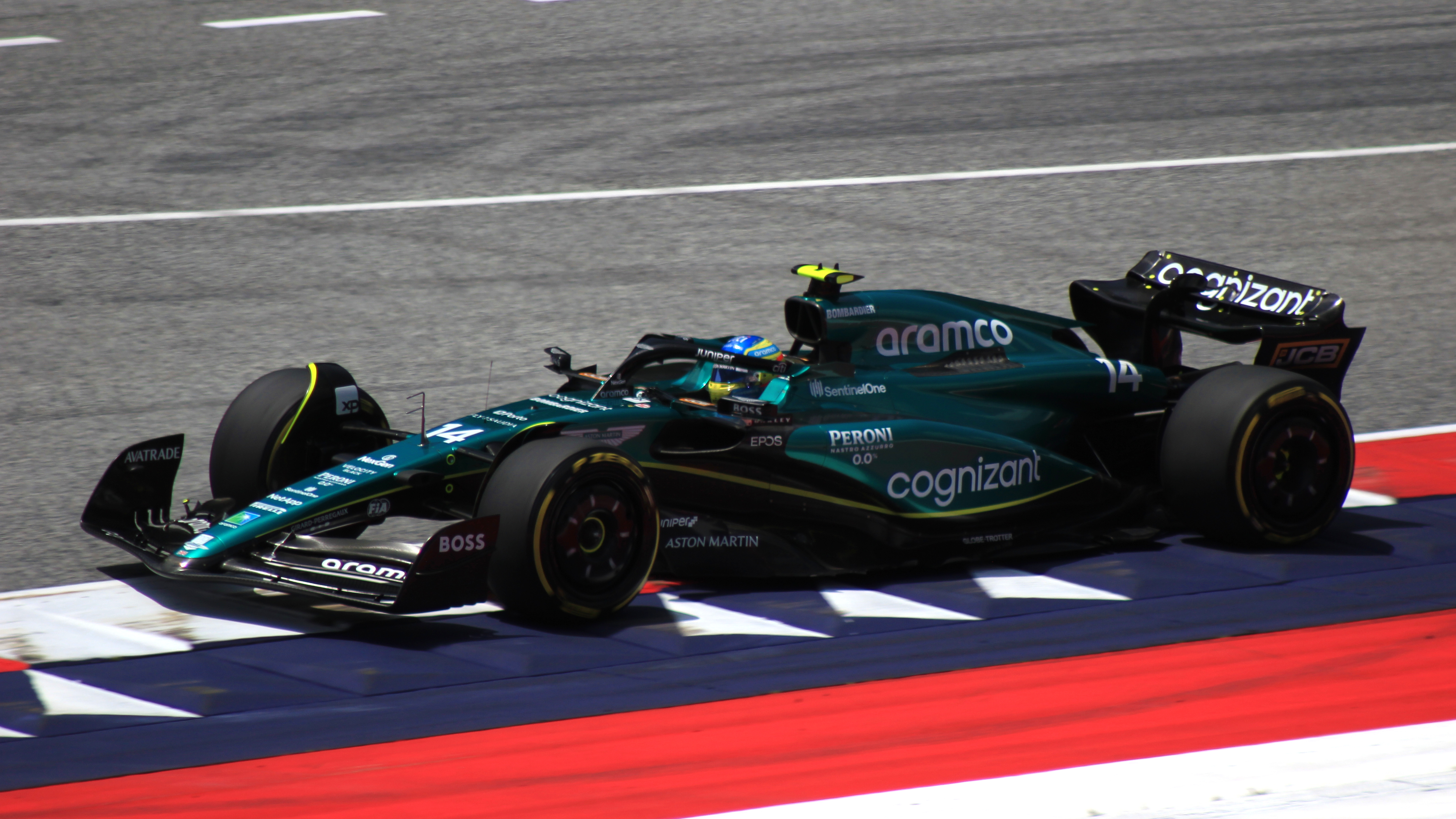
Alonso în.

La debutul său cu Aston Martin de la Marele Premiu al Bahrainului din 2023, Alonso, beneficiind de mașina mult îmbunătățită a lui Aston Martin față de sezonul precedent, și-a revenit dintr-un contact din primul tur cu colegul său, Lance Stroll, și a terminat pe locul 3, asigurând primul podium pentru Aston de la cel obținut de Sebastian Vettel la Marele Premiu al Azerbaidjanului din 2021. El a terminat din nou pe locul trei la următoarea cursă, Marele Premiu al Arabiei Saudite din 2023; asta a marcat al 100-lea podium din cariera sa, devenind al șaselea pilot care a acumulat 100 de podiumuri în carieră. După cursă, i s-a aplicat o penalizare de zece secunde din cauza executării necorespunzătoare a unei alte penalizări în timpul cursei, coborându-l pe locul patru în spatele lui George Russell; cu toate acestea, apelul echipei a fost acceptat și a doua pedeapsă a fost inversată, păstrându-și podiumul.
Alonso a terminat încă o dată pe locul al treilea după o cursă haotică în Australia. Mașinile Aston Martin au fost afectate de probleme cu DRS în timpul calificărilor pentru Marele Premiu al Azerbaidjanului, astfel încât Alonso a reușit să se califice pentru cursă doar pe poziția a șasea; el va termina cursa pe locul patru. Începând cu acest moment, mașina a scăzut în performanță, nereușind să mai obțină podiumuri în mod constant. Cu toate acestea, și-a mai adjudecat două podiumuri până la finalul sezonului, unul la Zandvoort, unde a înregistrat și primul său cel mai rapid tur de la Marele Premiu al Ungariei din 2017, și unul la São Paulo. După ce s-a clasat pe locul șapte în ultima cursă a anului, Marele Premiu de la Abu Dhabi, Alonso a încheiat sezonul pe locul patru în clasamentul piloților, acumulând 206 puncte față de cele 74 ale coechipierului său Stroll. Poziția a patra a lui Alonso în campionatul mondial a fost cea mai bună clasare a sa din 2013 încoace.

## Statistica în Formula 1
| Sezon | Echipă                       | Puncte | Poz. |
| ----- | ---------------------------- | ------ | ---- |
| 2024  | Aston Martin Aramco-Mercedes | 70     | 9    |
| 2023  | Aston Martin Aramco-Mercedes | 206    | 4    |
| 2022  | Alpine-Renault               | 81     | 9    |
| 2021  | Alpine-Renault               | 81     | 10   |
| 2018  | McLaren-Renault              | 50     | 11   |
| 2017  | McLaren-Honda                | 17     | 15   |
| 2016  | McLaren-Honda                | 54     | 10   |
| 2015  | McLaren-Honda                | 11     | 17   |
| 2014  | Ferrari                      | 161    | 6    |
| 2013  | Ferrari                      | 242    | 2    |
| 2012  | Ferrari                      | 278    | 2    |
| 2011  | Ferrari                      | 257    | 4    |
| 2010  | Ferrari                      | 252    | 2    |
| 2009  | Renault                      | 26     | 9    |
| 2008  | Renault                      | 61     | 5    |
| 2007  | McLaren-Mercedes             | 109    | 3    |
| 2006  | Renault                      | 134    | 1    |
| 2005  | Renault                      | 133    | 1    |
| 2004  | Renault                      | 59     | 4    |
| 2003  | Renault                      | 55     | 6    |
| 2001  | Minardi-European             | 0      | 23   |